# Bec du Gave
Bec du Gave (również Bec des Gaves) - miejsce położone w południowo-zachodniej Francji, w departamencie Landy, w którym  wody rzeki Gaves réunis wpadają do rzeki Adour. Najbliższa miejscowość to Horgave w gminie Sainte-Marie-de-Gosse. Na brzegu w pobliżu tego miejsca znajduje się zamek Chateau du Bec du Gave.